# 丹波竹田站

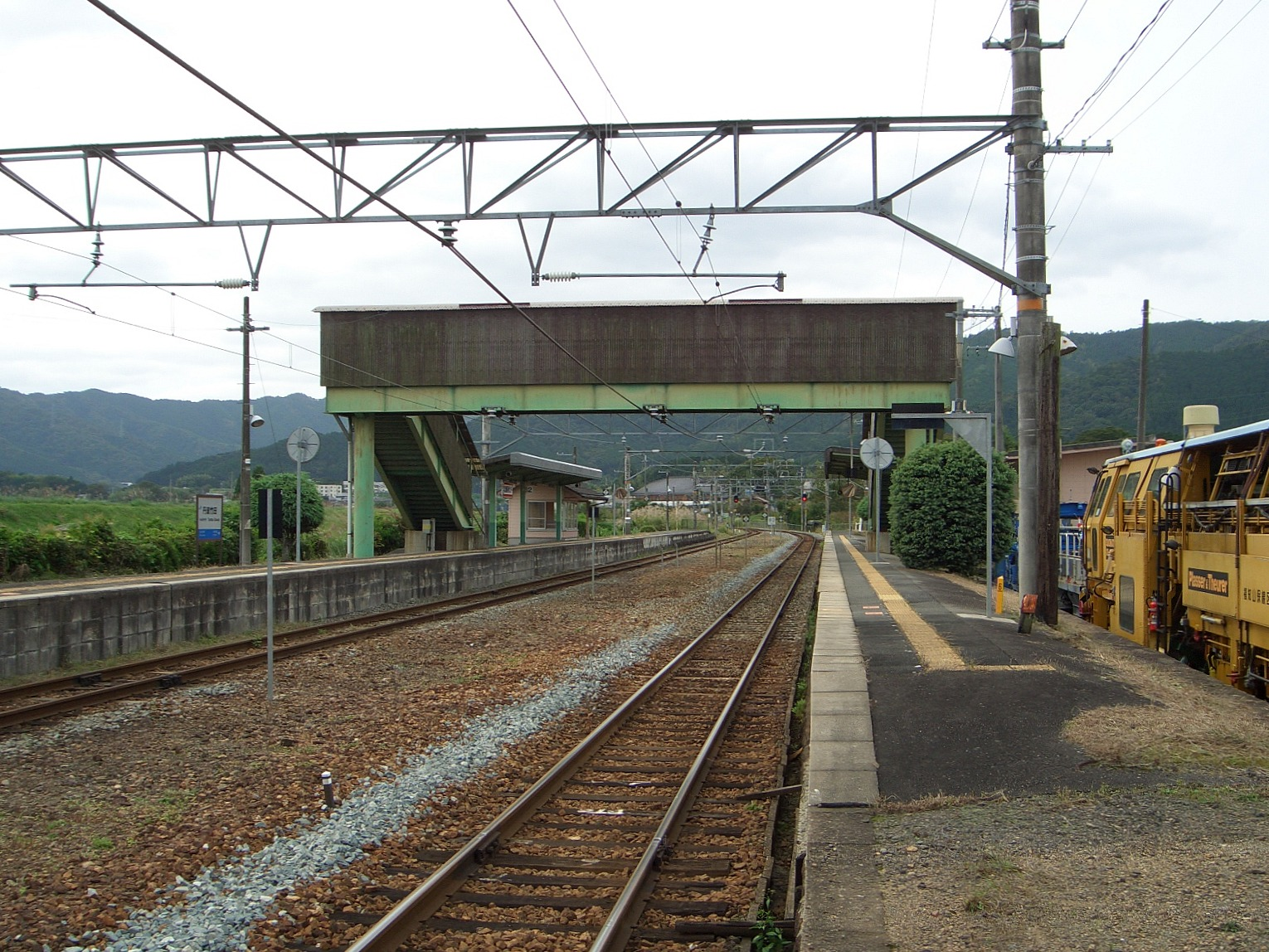
月台

丹波竹田站（日语：／ Tamba-Takeda eki */?）是位於兵庫縣丹波市市島町中竹田字中嶋1510番3號，西日本旅客鐵道（JR西日本）的福知山線車站。

## 歷史
- 1899年（明治32年）7月15日 - 阪鶴鐵道 柏原站至福知山南口站（後來為福知站，現已廢止）開通，此站啟用。當時車站名為竹田站[1]。開始提供旅客和貨運服務。
  - 當時車站地址為兵庫縣冰上郡黑井村（日语：竹田村 (兵庫県)）中竹田字中嶋。
- 1904年（明治37年）11月3日 - 阪鶴鐵道 福知站至福知山站之間開業。
- 1907年（明治40年）8月1日 - 根據鐵道國有法（日语：鉄道国有法），阪鶴鐵道被國有化，成為帝國鐵道廳車站。
- 1909年（明治42年）
  - 10月1日 - 福知站廢止。
  - 10月12日 - 制定路線名稱，此站成為阪鶴線車站。
- 1911年（明治44年）11月1日 - 車站改名為丹波竹田站[1]。
- 1912年（明治45年）3月1日 - 阪鶴線福知山站以南區間改名為福知山線，此站成為福知山線車站。
- 1955年（昭和30年）3月20日 - 隨著市島町（日语：市島町）成立，車站地址變為兵庫縣冰上郡市島町中竹田字中嶋。
- 1962年（昭和37年）10月1日 - 結束貨物起卸業務。
- 1987年（昭和62年）4月1日 - 伴隨國鐵分割民營化，車站由西日本旅客鐵道（JR西日本）營運。
- 1992年（平成4年）4月1日 - 篠山口鐵道部（日语：篠山口鉄道部）成立，並開始管轄此站。
- 2004年（平成16年）11月1日 - 隨著丹波市成立，車站地址變為現時地址。
- 2009年（平成21年）6月1日 - 隨著篠山口鐵道部廢止，此站回復由福知山分社（日语：西日本旅客鉄道福知山支社）管轄，由篠山口站管理此站。
- 2021年(令和3年）春天（預定） - 此站可使用IC卡「ICOCA」。

## 車站構造
車站是一座地面車站，設有2面2線的相對式月台，可進行列車交會。1號月台是上下行本線和一線通過結構。上下行線的列車基本上使用1號月台，當列車需要進行列車交會時便會使用2號月台。另外，兩月台均可從兩方向進站和出發。車站大樓位於車站西北方1號月台側，兩月台之間設有跨線橋連接，該橋位於月台北端。
此站是由篠山口站管理的無人車站。在車站大樓內曾經設有職員售票櫃臺和檢票口。2號月台上設有候車室。
在車站大樓內設有男女廁（濕廁）和多用途廁所。在2021年春天，此站預計可以使用ICOCA等交通系IC卡。
在1號月台上設有100公里里程碑。該里程碑是計算寶塚站至新三田站之間成為雙線鐵路和電氣化前的走線。

### 月台
| 月台 | 路線     | 上下行 | 方向             |
| ---- | -------- | ------ | ---------------- |
| 1、2 | 福知山線 | 下行   | 福知山方面       |
| 1、2 | 福知山線 | 上行   | 篠山口、三田方向 |

## 使用狀況
根據「兵庫縣統計書」，2016年（平成28年）度1日平均乘車人次為156人。
以下為近年1日平均乘車人次列表。
| 年度   | 1日平均 乘車人次 |
| ------ | ---------------- |
| 1999年 | 191              |
| 2000年 | 188              |
| 2001年 | 180              |
| 2002年 | 183              |
| 2003年 | 182              |
| 2004年 | 179              |
| 2005年 | 175              |
| 2006年 | 162              |
| 2007年 | 154              |
| 2008年 | 153              |
| 2009年 | 154              |
| 2010年 | 165              |
| 2011年 | 163              |
| 2012年 | 162              |
| 2013年 | 169              |
| 2014年 | 155              |
| 2015年 | 159              |
| 2016年 | 156              |

## 車站周邊
在北邊縣道上設有大型住宅區，在南邊一帶為田地。
- 西山造酒場
- 丹波警署（日语：丹波警察署） 中竹田駐在所
- 中竹田郵局
- 丹波市立竹田幼稚園
- 丹波市立竹田小學（日语：竹田小学校）
- 丹波市立Sportpia市島（日语：丹波市立スポーツピアいちじま） - 全國高等學校女子硬式棒球錦標賽（日语：全国高等学校女子硬式野球選手権大会）的主會場。
- 國道175號（日语：国道175号）（竹田繞道）
- 兵庫縣道170號丹波竹田停車場線（日语：兵庫県道170号丹波竹田停車場線）
- 兵庫縣道708號岩崎市島線（日语：京都府道・兵庫県道708号岩崎市島線）
- 竹田川（日语：竹田川 (兵庫県・京都府)）

最近被名為「天空之城」的國家歷史遺蹟竹田城遺蹟的車站是播但線竹田站，不是此站。由於車站名稱相近，因此會有觀光客錯誤下車。而此站是位於丹波市市島町中竹田，而竹田城是位於朝來市和田山町竹田，兩處都是兵庫縣內的地方，但是不同地區。

## 相鄰車站
西日本旅客鐵道（JR西日本）
 福知山線
■丹波路快速、■普通
市島－丹波竹田－福知山
- 此站距離福知山站8.3公里，在線內站與站之間最長距離。

## 注腳
1. 1 2 3 4 5 6 7 8 9 10 11 12  . 神戸新聞総合出版センター. 2011-12-15: 124. ISBN 9784343006028 （日语）.
2. ↑  兵庫県統計書 （页面存档备份，存于）（日語）
3. ↑  . 神戶新聞NEXT (神戶新聞社). 2014-07-29  [2020-07-29]. （原始内容存档于2020-11-15） （日语）.

## 外部連結
- 丹波竹田｜車站資訊：JR出門網 - 西日本旅客鐵道（日語）